# Mann von Husbäke 1936

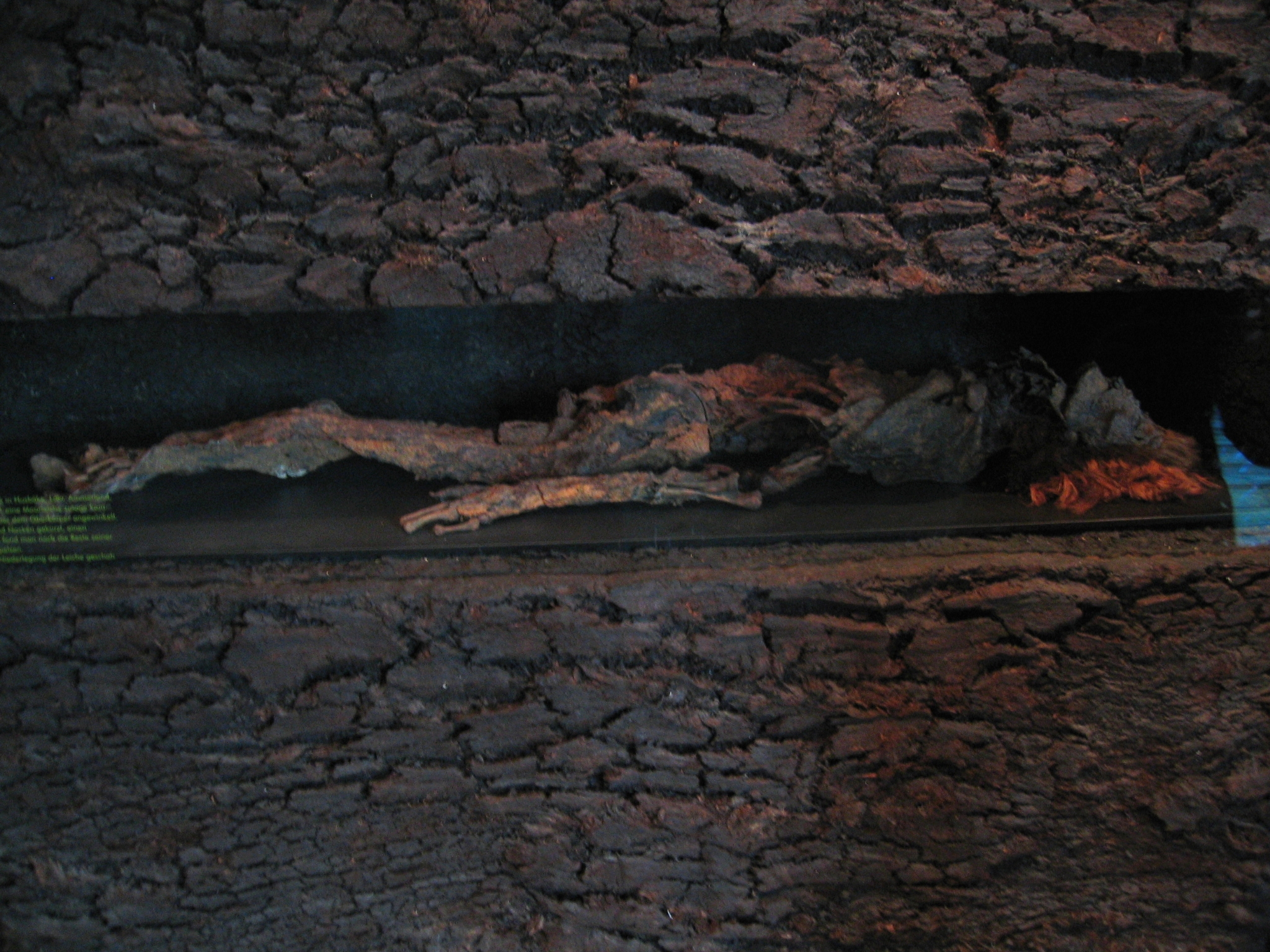
Mann von Husbäke

Der Mann von Husbäke 1936 (auch Husbäke 1936, gelegentlich auch Husbäke II) ist eine Moorleiche, die am 15. Oktober 1936 beim Torfstechen im Vehnemoor bei Edewecht in Niedersachsen gefunden wurde. Heute befindet sich der Leichnam unter der Inventarnummer OL 5933 neben weiteren Moorleichen in der Dauerausstellung des Landesmuseums für Natur und Mensch in Oldenburg.

## Fund

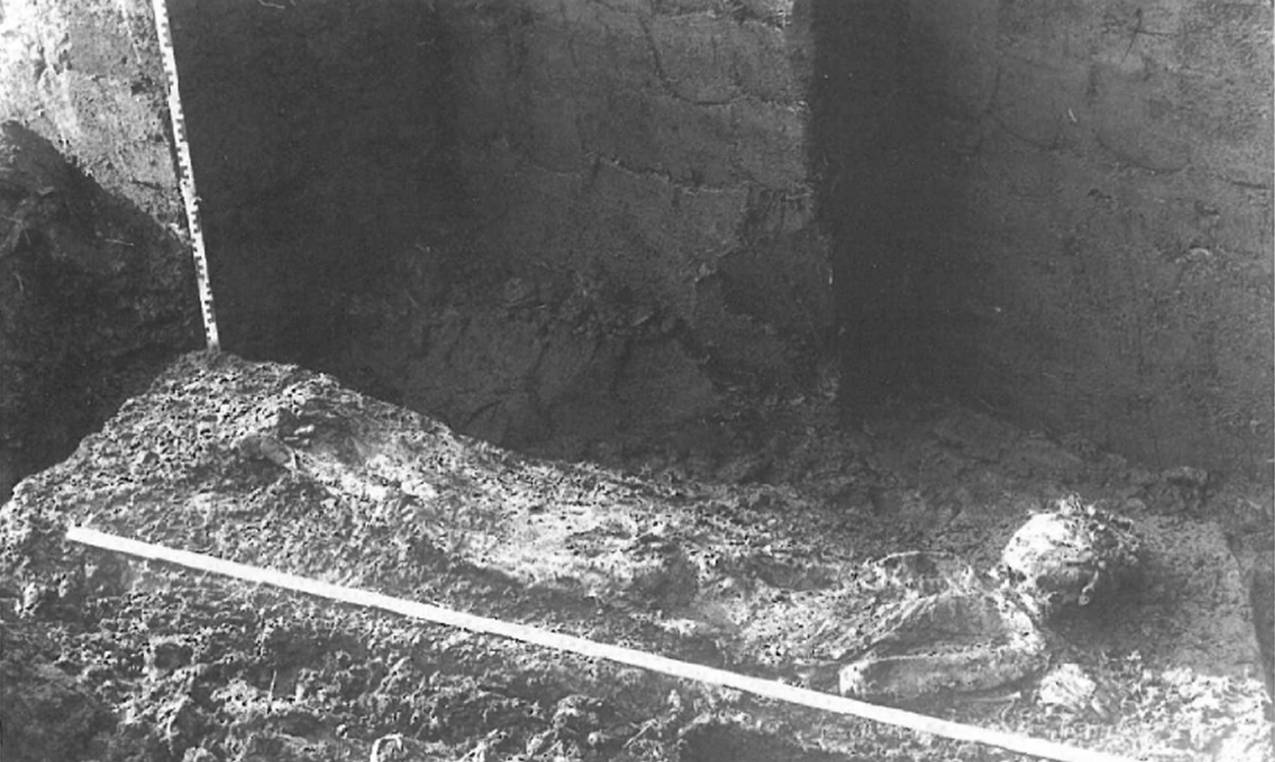
Die Moorleiche in Fundlage, während der Ausgrabung

Seit dem 19. Jahrhundert wurde dieser Bereich des Vehnemoors zur Gewinnung von Brennstoff, speziell zum Rösten von Buchweizen abgetorft. Bereits 1931 wurde im gleichen Moor etwa 8 Meter südlich die Moorleiche Mann von Husbäke 1931 gefunden, die nur stark beschädigt in das Museum gebracht werden konnte und in den Kriegswirren aufgrund mangelnder Pflege so stark geschädigt wurde, dass sie 1950 entsorgt werden musste. Der Mann von Husbäke wurde am 15. Oktober 1936 in einem wenig drainierten Areal des Moores vom Torfstecher Brünthen gefunden, der bei seiner Arbeit auf die Füße und Unterschenkel der Leiche in einer frisch gestochenen Torfwand stieß. Er entfernte vorsichtig etwa 50 cm der Torfschicht über der Leiche und benachrichtigte die Polizei. Nach dem Eintreffen benachrichtigte die Polizei umgehend das Museum in Oldenburg. Am 16. Oktober wurde der Fund von den Mitarbeitern des Museums unter Dr. Michaelsen und einigen Zuschauern im Block mit einer etwa 20 bis 25 cm starken Torfschicht darunter geborgen. Dafür wurden Bretter um den Fund in die Torfschicht getrieben und anschließend zu einer Transportkiste vernagelt. Durch die über der Leiche entfernte Torfschicht war es nicht mehr möglich, zu erkennen, ob die Leiche in eine dafür ausgehobene Grube gelegt war. Der Mann von Husbäke lag mit lang ausgestrecktem Körper auf dem Bauch. Die Leiche lag in Richtung Nordnordwest, der Kopf war in Richtung Nord geneigt. Der linke Arm lag unter der Körperseite mit abwärts gerichteter Handfläche, der rechte Arm lag nach oben angewinkelt unter der rechten Oberkörperhälfte, die Hand ruhte oberhalb der Schulter. Sein Kopf lag 110 cm und seine rechte Schulter 145 cm unter der Oberfläche, am tiefsten lagen die Arme und seine linke Schulter. Bei der Bergung hatte die noch weiche Haut eine wachsweiße bis hellgraue Farbe, die Haut war stark gequollen und sehr wasserhaltig. Die Leiche war bis auf die Füße vollständig erhalten. Sie wurde umgehend in das Staatliche Museum Oldenburg gebracht, wo sie mangels geeigneter Kühlmöglichkeiten trocken konserviert wurde, wodurch die Haut ihre heutige harte lederartige Konsistenz und ihre fast schwarze Farbe erhielt. Bei der Leiche wurden weder Kleidung oder weitere Gegenstände noch irgendwelche Reste davon gefunden.
Fundort: 53° 5′ 28,5″ N, 7° 57′ 50,6″ O

## Befunde
Die Leiche war bei der Bergung außerordentlich gut erhalten. Der Tote muss sehr schnell in die Torfmoorschicht eingesunken und vollständig eingeschlossen worden sein. Die Leiche konnte fast vollständig in Originallage geborgen werden. Der etwa 17 bis 20 Jahre alte Mann war zu Lebzeiten etwa 1,75 m groß und hatte einen kurz gestutzten Oberlippen- und Kinnbart. Bei ihm wurden keinerlei weitere Gegenstände gefunden. Seine Haut ist durch den Trockenprozess faltig zusammengezogen und größtenteils intakt, nur über einigen exponierten Knochen ist sie gerissen. Die Strukturen der Hautoberfläche sind gut sichtbar und die Ansätze der Körperhaare sind als helle Punkte noch deutlich erkennbar. Der Schädel des Mannes wurde erst nach seinem Tode durch den Druck der darüber liegenden Moorschicht flach gedrückt. Der Nasenknorpel war vergangen. Die Knorpel der Ohrmuscheln waren bei der Bergung durch die Haare deutlich geformt sichtbar. Das Kopfhaar des Mannes war auffallend dicht und kräftig. Die bei der Bergung noch blonden Haare verfärbten sich durch Licht- und Sauerstoffzufuhr schnell rotbraun mit einem leichten bläulichen Schimmer. Die Haare waren ursprünglich wellig bis leicht lockig. Seine Frisur war auf dem Hinterkopf etwa 12 cm lang. Im Nacken, vor den Ohren und über der Stirn waren die Haare auf 3 bis 5 cm angeschnitten. Sein Oberlippenbart war auf 6 mm gestutzt und reicht als schmaler Streifen bis an die Mundwinkel. Auf dem Kinn trug er einen gestutzten und eng begrenzten, bis zur Kinnspitze reichenden Kinnbart. Der Rest des Kinns, der Wangen und des Halses waren sorgfältig glatt rasiert ohne erkennbare Bartstoppeln. Die Oberlippe ist von der durch die Trocknung zusammengezogene Gesichtshaut angehoben und lässt die Zähne des Oberkiefers und einige leere Zahnhöhlen sichtbar werden. Die Zähne sind durch Entkalkung und Trocknung ebenfalls geschrumpft liegen aber noch in ihrer natürlichen Form und fester Konsistenz vor. Bei der Bergung war das Gebiss noch vollständig, wohingegen jetzt einige Zähne herausgelöst sind und fehlen. Das Gebiss war nur sehr mäßig abgekaut und entsprach dem typischen Gebiss eines Jugendlichen. Vom Körper der Leiche blieben lediglich entkalkte Knochen, Haare, alle Fingernägel und Bindegewebe erhalten, wohingegen Muskeln und Fettgewebe im Moor vergangen sind. Die Fingernägel waren gut erhalten und zeigten eine sorgfältige Pflege, sind jedoch ausgefallen. Die rechte Hand ist vollständig, die linke bis auf den Daumen erhalten. Sie zeigen deutlich den Sehnenverlauf und die Nagelbetten. Die Knochen waren bei der Bergung biegsam und in ihrer natürlichen Form, die Knorpelschichten waren erhalten und von glänzend schwarzer Farbe. Jetzt liegen die Knorpel nur noch als dünne Blättchen vor. Ein Jahr nach der Konservierung wurde der Brustkorb für die Untersuchung der inneren Organe mit einem senkrechten Schnitt geöffnet. Die Eingeweide waren durch die Trocknung stark geschrumpft und in Farbe wie Form verändert, aber dennoch identifizierbar. Jedoch waren viele Einzelheiten nicht mehr erkennbar. In seinem Magen wurde eine Fischgräte sowie Reste von Hirse- und Gerstenkörnern gefunden. Die Geschlechtsbestimmung erfolgte aufgrund der Gesichtsbehaarung, da die bei der Bergung noch beobachteten vermutlichen Geschlechtsteile heute nicht mehr erhalten sind.

### Todesursache
Sein Körper wies keine Spuren von Gewalteinwirkungen auf. Soweit erkennbar wiesen die umgebenden Torfschichten keine künstlichen Veränderungen wie eine ausgehobene Grube auf. Die Lage des Toten in Bauchlage lässt vermuten, dass er unbeabsichtigt im Moor verunfallte und dort versank. Es ist aber auch möglich, dass er schon tot in das Moor gelangte.

### Datierung
Die Leiche wurde zunächst, aufgrund der Pollenanalyse der ihn umgebenden Torfschicht in das 6. – 3. Jahrhundert vor Chr. datiert. Eine 14C-Datierung einiger Haut- und Haarproben des Mannes  ergab einen Todeszeitpunkt im Zeitraum zwischen 75 und 215 nach Chr.
Auf Basis der umfangreichen Daten der computertomographischen Untersuchung ließ das Museum eine digitale Gesichtsrekonstruktion anfertigen, die das mögliche Aussehen des Mannes zu Lebzeiten wiederzugeben versucht.